# Aderllan Santos
Aderllan Leandro de Jesus Santos (Salgueiro, 9 de abril de 1989), é um futebolista brasileiro que atua como zagueiro. Atualmente, joga pelo AVS.

## Carreira

### Salgueiro
Iniciou a carreira no Salgueiro, onde passou pouco tempo e foi emprestado para o rival Araripina, outro clube do sertão de Pernambuco com quem mantém um clássico local. 

### Trofense
Em 2010, topou fazer o teste no Trofense de Portugal. E após terceiro dia de testes no clube, é aprovado.
| “ | Eu tinha uns 20 anos, fui com a cara e a coragem. No primeiro coletivo, mostrei meu cartão de vistas dando uma porrada logo no melhor jogador da história dos caras, acho que até hoje ele sente dor (risos). Depois, dei uma chegada em um brasileiro e joguei na bandeirinha de escanteio. Ele reclamou: 'Pow, sou brasileiro também!'. E eu respondi: 'Mas você já tem contrato, eu não (risos)'. No terceiro dia, fui aprovado", conta. | ” |

### Braga
Em 2012, desperta interesse de outras equipes e é contratado pelo Braga, equipe da elite, mas inicialmente foi colocado para jogar no time B. Após um ano no time B, jogou 18 partidas e foi promovido ao elenco principal jogando 90 minutos na sua estreia da elite do futebol Português. Depois disso, conseguiu se firmar entre os titulares.

### Valencia
Em 2015, é contratado pelo Valencia. O clube Espanhol se classificou para a fase de grupos da Liga dos Campeões, e começou reforçando a equipe pela defesa depois da venda do argentino Nicolas Otamendi para o Manchester City. O Valencia e o Braga não revelaram os termos financeiros do acordo. O jogador tem contrato com o clube Espanhol até 2020.
| “ | Estou muito feliz e honrado por assinar com um grande clube europeu. Jogar a Liga dos Campeões e o Campeonato Espanhol são metas importantes para mim - disse o jogador no site do Valencia. | ” |

### São Paulo
Em 11 de julho de 2017, através de um comunicado oficial, o Valencia anunciou o empréstimo de Aderllan para o São Paulo, até o fim de 2018, com opção de compra ao fim do vínculo.

### Vitória
Com pouco espaço no São Paulo, Aderllan Santos foi repassado por empréstimo, para o Vitória.

### Al-Ahli
Em 24 de janeiro de 2019, Aderllan foi emprestado ao Al-Ahli.

### Rio Ave
Em 2020, foi contratado em definitivo pelo Rio Ave. O jogador teve passagens por Braga (POR), Vitória, São Paulo e Valência (ESP) e Al Ahli, da Arábia Saudita.

## Títulos
Braga
- Taça da Liga: 2012–13

Rio Ave
- Segunda Liga: 2021–22[9]